# فرماندهی اروپایی ایالات متحده آمریکا
فرماندهی اروپایی ایالات متحده آمریکا (انگلیسی: United States European Command) یا به‌اختصار یوکام یکی از یازده فرماندهی یکپارچه رزمی وزارت دفاع ایالات متحده آمریکا است که در اشتوتگارت آلمان قرار دارد. محدوده تمرکز آن شامل ۵۴٬۰۰۰٬۰۰۰ کیلومتر مربع و ۵۱ کشور و سرزمین، از جمله اروپا، روسیه، گرینلند و اسرائیل است.
این ستاد به‌طور همزمان به‌عنوان فرمانده نیروهای مسلح در ناتو عمل می‌کند. فرماندهی اروپایی ایالات متحده آمریکا همچنین طی جنگ خلیج فارس و عملیات «دیده‌بان شمال» نیروهایی را که از پایگاه هوایی اینسرلیک تأمین شده بودند، فرماندهی و کنترل نمود.